# كأس البوسنة والهرسك 2010–11
كأس البوسنة والهرسك 2010–11 (بالصربية: Куп Босне и Херцеговине у фудбалу 2010/11.)‏ هو موسم من كأس البوسنة والهرسك. أقيم خلال الفترة 14 سبتمبر 2010 وحتى 25 مايو 2011، وأشرف على تنظيمه اتحاد البوسنة والهرسك لكرة القدم، وكان عدد الأندية المشاركة فيه 32، وفاز فيه نادي جيلييزنيتشار ساراييفو.